# Список умерших в 1923 году
В этой статье представлен список известных людей, умерших в 1923 году.
- См. также: Категория:Умершие в 1923 году

## Январь
- 3 января — Ярослав Гашек (39) — чешский писатель-сатирик; сердечная недостаточность.
- 11 января — Пётр Ламбин (60) — русский театральный художник.
- 23 января — Макс Нордау (73) — врач, писатель, политик и соучредитель Всемирной сионистской организации.
- 23 января — Иоаким Тартаков (62) — российский оперный певец.
- 31 января — Алексий (Шушания) (70) — православный святой, затворник, делатель и учитель Иисусовой молитвы. Память 18 января.
- 31 января — Элигиуш Невядомский (53) — польский художник, преподаватель и художественный критик, борец за независимость Польши, убийца первого президента Польши Габриэля Нарутовича.

## Февраль
- 10 февраля — Вильгельм Конрад Рентген (77) — немецкий физик, первый лауреат Нобелевской премии по физике.
- 11 февраля — Джозеф Де Камп (64) — американский художник — импрессионист и тоналист.

## Март
- 4 марта — Александр Опекушин (84) — русский скульптор.
- 8 марта — Кришьянис Барон (87) — латышский писатель, фольклорист и общественный деятель.
- 12 марта — Семен Шохор-Троцкий — российский математик, педагог, профессор (1918).
- 16 марта — Александр Лодыгин (75) — русский электротехник, изобретатель лампы накаливания (11 июля 1874).
- 18 марта — Василий Комаров — первый достоверный советский серийный убийца.
- 20 марта — Иосиф Бильчевский (72) — святой Римско-Католической Церкви.
- 22 марта — Николай Таганцев (80) — известный русский юрист, криминалист, государственный деятель.
- 23 марта — Армен Гаро (51) — деятель армянского национально-освободительного движения.
- 23 марта — Елизавета Водовозова (78) — русская детская писательница, педагог, мемуаристка.
- 23 марта — Ованес Туманян (54) — армянский поэт и писатель, общественный деятель.
- 24 марта — Платон Соколов (59) — российский и украинский правовед, доктор церковного законоведения, профессор.
- 26 марта — Сара Бернар (78) — французская актриса еврейского происхождения, которую в начале XX века называли «самой знаменитой актрисой за всю историю».
- 26 марта — Фердинанд Дем (76) — австрийский придворный архитектор, а также либеральный политик.

## Апрель
- 1 апреля — Константин Будкевич (55) — священник Римско-католической церкви, прелат Его Святейшества.
- 5 апреля — Джордж Карнарвон (56) — граф, английский египтолог и собиратель древностей; воспаление лёгких.
- 24 апреля — Александр Аленич (33) — украинский физик и астроном.

## Май
- 10 мая — Вацлав Воровский (51) — российский революционер, публицист, литературный критик, один из первых советских дипломатов; убит.
- 13 мая — Шарлотта Гарриг (72) — жена чешского философа, политика и президента первой Чехословацкой республики Томаша Масарика.
- 18 мая — Николай Цингер — русский ботаник, профессор; занимался вопросами сельского хозяйства и лесоводства.
- 20 мая — Константин Абхази (55) — грузинский военный и политический деятель, генерал российской царской армии и лидер либерального дворянства Грузии.
- 23 мая — Афанасий Цуриков (63—64) — русский генерал.
- 24 мая — Роман Орженцкий (60) — статистик, академик АН УССР.
- 26 мая — Альберт Лео Шлагетер (28) — немецкий лейтенант в отставке, член фрайкора и партизан периода после Первой мировой войны, один из главных мучеников в нацистском мартирологе.

## Июнь
- 4 июня — Дмитрий Анучин (79) — известный русский географ, антрополог, этнограф, археолог, музеевед, основоположник научного изучения географии, антропологии и этнографии в МГУ.
- 18 июня — Александр Данилевский (84) — биохимик, физиолог, фармаколог.
- 20 июня — Павел Курлов (63) — русский государственный деятель.

## Июль
- 16 июля
  - Луи Куперус (60) — нидерландский писатель; плеврит, заражение крови.
  - Чарльз Хэйес (34) — американский писатель.
- 20 июля 
  - Николай Парийский (65) — российский хирург, педагог и организатор медицинской науки, доктор медицины (1891), профессор.
  - Панчо Вилья (45) — один из революционных генералов и лидеров крестьянских повстанцев во время Мексиканской революции 1910—1917 годов.

## Август
- 2 августа — Уоррен Гардинг (57) — американский политик, 29-й президент США (1921-1923); причины смерти до конца не выяснены.
- 5 августа — Игнатий Ягич (85) — выдающийся австрийский и российский филолог-славист, лингвист, палеограф и археограф. Академик Петербургской Академии наук.
- 9 августа — Степан Кричинский (49) — русский архитектор.
- 18 августа — Михаил Лемке (50) — историк русской журналистики, цензуры и революционного движения.
- 24 августа — Кейт Уигген (63) — американская писательница.
- 29 августа — Георг Марко — австрийский шахматист.

## Сентябрь
- 13 сентября — Анатолий Куломзин (85) — российский государственный деятель.
- 14 сентября — Владимир Эренберг — русский композитор и дирижёр. Более всего известен как театральный композитор.
- 19 сентября — Кайракутэй Блэк (64) — актёр кабуки.

## Октябрь
- 5 октября — Алексей Степанов (65) — русский живописец, график, академик Императорской Академии художеств.
- 16 октября — Лев Тихомиров (71) — русский общественный деятель.
- 24 октября — Василий Чешихин — историк русской литературы и общественной мысли, публицист, журналист. Сын писателя Е. В. Чешихина.
- 26 октября — Александр Миллер — русский государственный деятель.
- 28 октября — Фёдор Корш (71) — русский антрепренёр, драматург, переводчик.
- 30 октября — Епископ Никанор (Николай Павлович Кудрявцев) (38) — Богородский (единоверческий) викарий Московской епархии, настоятель Никольского единоверческого монастыря в Москве; чахотка.

## Ноябрь
- 9 ноября — Василий Авенариус (84) — писатель для детей и юношества.
- 9 ноября — Макс Шойбнер-Рихтер (39) — немецкий дипломат.
- 17 ноября — Эдуард Борнхёэ (61) — эстонский писатель, прозаик.
- 19 ноября — Генри Берджесс (84) — священнослужитель уэслианской методистской церкви Австралии.
- 21 ноября — Александр Кравченко — один из руководителей партизанского движения в Сибири в годы Гражданской войны.
- 26 ноября — Владимир Иконников (81) — русский историк.
- 27 ноября — Дора Воровская — жена Воровского В. В.

## Декабрь
- 4 декабря — Виктор Кочубей (63) — русский генерал, адъютант наследника цесаревича Николая.
- 5 декабря — Анатолий Крупенский (73) — русский дипломат, посол в Италии, брат В. Н. Крупенского.
- 7 декабря — Фредерик Тривз — британский хирург Викторианской эпохи.
- 14 декабря — Теофиль-Александр Стейнлен (64) — французский и швейцарский художник, график и иллюстратор.
- 23 декабря — Иван Похитонов (73) — украинский художник, мастер пейзажа. Член «Товарищества передвижников».
- 27 декабря — Луис Доменек-и-Монтанер (73) — испанский каталонский архитектор и политик.
- 28 декабря — Гюстав Эйфель (91) — французский инженер, специалист по проектированию стальных конструкций.